# ライフル・イズ・ビューティフル
『ライフル・イズ・ビューティフル』は、サルミアッキによる日本の4コマ漫画。通称『ライフル』。
2015年4月から『となりのヤングジャンプ』にて連載開始。2017年11月より『少年ジャンプ+』でも並行して連載を開始し、2020年7月2日公開の第176話にて完結した。
実弾を使用しないビームライフルの射撃競技を主軸とした部活動漫画であるが、連載後半はエアライフル競技に移行した。
作者によれば、射撃部を題材にしたのは、特に描きたいものがなかった時に担当編集が持ち掛けたのがきっかけである。
2017年には、日本で開催されたアジア・エアガン選手権の公式ポスターに採用された。
2019年10月から2020年1月までテレビアニメが放送され、「アキバ総研アニメ大賞2019」で年間2位に選ばれた。

## ストーリー
小倉ひかりはライフル射撃が大好きな高校1年生の女の子。努力して射撃部のある女子高の千鳥高校に入学したが、肝心の射撃部は廃部になっていた。部を復活させるためには一日で4人の部員を集めなければならなかったが、運のいいことに中学最後の試合で一緒だった同じ1年生の経験者を4人集めることができ、再開することができた。
本作は、そんな千鳥高校射撃部の日常を描いている。

## 登場人物
声の項はテレビアニメ版の声優。

### 千鳥高校射撃部
小倉 ひかり（こくら ひかり）
声 - Machico
本作の主人公。小学生時代から続けている射撃競技が大好きな高校1年生。方向音痴。高校でも射撃を続けるため自身のランクを超える千鳥高校を目指し、泉水の協力もあって合格することができた。千鳥高校射撃部の4人の中で一番アベレージは低いが、ここぞという時の集中力はある。フレンドリーで誰とも気軽に接する天然系で大らかな性格で、学外にも友人を築いていく。その性格と小柄な体格に見合わない巨乳の持ち主で、着痩せするからか気づかれにくいものの着替えなどで知った者は大抵驚く。
千鳥対朝香の練習試合における成績は378.1点で21位。インターハイ県予選のスコアは412.1点で6位（BRのみでは4位）で、全国大会個人戦出場。
渋沢 泉水（しぶさわ いずみ）
声 - 熊田茜音
ひかりの小学校からの幼馴染でひかりと一緒に射撃を続けてきた。しっかり者で頼りになる。ダイエットに目がない。射撃の成績は大崩れもなければ大当たりもない安定した、ある意味つまらない成績。ひかりに対して保護者のように接するが、彼女の射撃への情熱と努力を理解している。
千鳥対朝香の練習試合における成績は396.4点で12位。インターハイ県予選のスコアは384.9点。
姪浜 エリカ（めいのはま エリカ）
声 - 南早紀
ロシア人とのハーフでお嬢様。父親も射撃を嗜む。かなりの実力者だが中学最後の大会でひかりにフロックで負けてしまい、そのことが気になっていた。高飛車な割に脇が甘く、ひかりとは対照的にプレッシャーに弱いが、後半で巻き返す（雪緒曰くスポコン脳）など安定性に欠ける。
千鳥対朝香の練習試合における成績は412.6点で4位。インターハイ県予選のスコアは414.3点の5位（BRのみでは3位）で、全国大会個人戦出場。
五十嵐 雪緒（いがらし ゆきお）
声 - 八巻アンナ
ジュニア大会で入賞するほどの腕前。花粉症で薬が切れると涙で集中力が削がれる弱点を持つ。向学心旺盛でキセノンランプを使用したビームライフルの仕組みについてもよく知っている。表情に乏しく何を考えているかわかりにくい一方で、印象以上に茶目っ気を持っており、ひかりとノリが良い対応をすることも。ひかりより3センチ背が低い。メンバー内で最も安定しつつ新記録を叩き出す部内のエース。
千鳥対朝香の練習試合における成績は416.6点で1位。インターハイ県予選のスコアは420.1点（大会新記録）の1位で、全国大会個人戦出場。
鶴巻 裕子（つるまき ゆうこ）
声 - 藤井ゆきよ
新任の国語教師。射撃部の顧問。あまり前に出る性格ではないため、生徒に信頼されているか気にしている。前任の顧問が兼任の将棋部に専念するため顧問を外れるにあたり、自ら申し出て新たに顧問となった。体が丈夫でないせいか、幼いころはアニメを見ることが多く、武器を持つ少女にあこがれている。射撃競技未経験者であり、ライフル射撃に対して前述のアニメファンならではの偏った印象を持っていた。

### 朝香学園高校射撃部
東雲 あきら（しののめ あきら）
声 - 藤原夏海
射撃部の部長で、全日本ジュニア代表。3年生。オリンピック強化指定選手ということもあり、エアライフル競技者でもある。エリカの従姉妹で千鳥との練習試合をその伝手で受ける。いい加減で冗談ばかり口にするためか、たまに真面目なことを言っても内容よりその姿に驚かれることが多い困った性格。
千鳥対朝香の練習試合における成績は415.1点で2位。インターハイ県予選のスコアは417.2点で3位。
連載掲載時、千鳥との練習試合開始の回（第8回）まで名前は七隈あきらであった。
黒井 ミサ（くろい みさ）
声 - 上田麗奈
射撃部の副部長。3年生。あきらがいい加減なため、部内の実質的なまとめ役。
千鳥対朝香の練習試合における成績は414.9点で3位。インターハイ県予選のスコアは414.4点の4位（BRのみでは2位）で、全国大会個人戦出場。
連載掲載時、千鳥との練習試合終了の回（第11回）まで名前は黒井早苗であった。
坂下 花恋（さかした かれん）
声 - 高橋未奈美
高校に入学してから射撃競技を始めた初心者だが、朝香の1年生エース。
望月 涼子（もちづき りょうこ）
声 - 石見舞菜香
花恋とよく一緒にいる1年生。ミサを尊敬し憧れている。
岡幡 睦（おかはた むつみ）
声 - 荻野葉月
千鳥との練習試合では射撃の審判を担当。

### 伊勢丘高校射撃部
紺野 小桜（こんの こざくら）
声 - 会沢紗弥
3年生。射撃はなんとなく始めた競技だったが成績は良く、部長をしている。部員からの人望は厚い。
インターハイ県予選のスコアは408.9点の7位（BRのみでは5位）で、全国大会個人戦出場。
谷 春菜（たに はるな）
声 - 成海瑠奈
3年生。県予選で落ちたため小桜とは別行動で、ちよと一緒に沖縄旅行へ行った。
佐藤 ちよ（さとう ちよ）
声 - 篠田みなみ
3年生。県予選で落ちたため小桜とは別行動で、春菜と一緒に沖縄旅行へ行った。

### 桐谷第一高校射撃部
朝倉 零（あさくら れい）
声 - M・A・O
射撃部の部長。3年生。運動は苦手で大抵のスポーツは経験済みだが、まともにできたのは射撃だけであった（要するに運動音痴）。あきらと共に県内で2人だけの女子エアライフル競技者。試合前はコンセントレーションを高めるためにトイレに篭もる。自己にも他者にも厳しい求道者で、飄々として見えるあきらを強くライバル視している。厳格な姿勢から人を寄せ付けない雰囲気を醸し出しているが、接してみると柔らかい人格でひかりとは予選で意気投合した。
インターハイ県予選のスコアは417.3点の2位。
榎本 こまち（えのもと こまち）
声 - 櫻庭有紗
3年生（アニメ版は2年生）。特に理由はないようだが、常にマスクをしている。
インターハイ県予選のスコアは407.3点。
真田 汐（さなだ うしお）
声 - 大地葉
桐谷の2年生エース。本射の最中にバナナを食べるなどマイペースだが、僅差でインターハイ全国大会出場を逃した際に指導してくれた零に申し訳ないと涙するなど、射撃には真面目に取り組んでいる。
インターハイ県予選のスコアは408.8点で8位（BRのみでは6位）。

### 峰澄高校（岐阜）
小々森 真帆（こごもり まほ）
声 - 渡部恵子
射撃部の部長。3年生。自衛官の父を持ち、鍛え上げられた体をしている。昨年度優勝校を率いるプレッシャーを物ともせず、安定した高い実力を発揮するビームライフルの女王。
貝島 沙由（かいじま さゆ）
声 - 涼本あきほ
3年生。日本舞踊の家元の娘。サウスポー。軟派な性格をしており、可愛い女の子が大好きでセクハラまがいの言動をする。しかし瀬玲奈以外の後輩部員からは慕われている。
新田 瀬玲奈（にった せれな）
声 - 鈴代紗弓
2年生。生真面目で苦労性な性格で、沙由のセクハラに辟易している。ビジュアル系バンドの大ファンである一面を持つ。

### 夜木沼高校（徳島）
和田 寧々子（わだ ねねこ）
声 - 伊藤彩沙
昨年度準優勝校の部員。冷静な性格。
四十宮 塔子（よそみや とうこ）
声 - 福原綾香
3年生。潔癖症な性格で、沙由の握手を拒絶する。

### 彩賀女子高校（長崎）
蜂郷 るり（はちごう るり）
声 - 古賀葵
2年生。褐色肌の女子。自然が大好きで大人しい性格だが、見た目で怖い印象を持たれがち。
早嶺 やよい（はやみね やよい）
声 - 斉藤佑圭
2年生。4月大会のファイナリストになった実力者。
茅守 鈴（かやもり すず）
声 - 幸村恵理
全国大会の団体戦最終組の選手。

### その他の選手
中河 妙（なかがわ たえ）
声 - 礒部花凜
秋田第三高校1年生。会場でひかりとぶつかったことがきっかけで親しくなる。
秋田では他に射撃をやっている高校生がいなかったため、予選なしで全国大会（個人戦）出場となった。
橘高 恵（きったか めぐみ）
声 - 佐倉薫
群馬県の明荘高校。全国大会の団体戦第1組の選手。
友松 ゆかり（ともまつ ゆかり）
声 - 櫻井浩美
千葉県の高校生。紺野小桜のメル友。全国大会で偶然出会い意気投合する。

### 千鳥高校の関係者
辻 まりな（つじ まりな）
声 - 田所あずさ
ひかりのクラスメイト。
当麻 あこ（とうま あこ）
声 - 河野ひより
ひかりのクラスメイト。陸上部所属。
柊 一美（ひいらぎ かずみ）
声 - 中里望
英語教師。吹奏楽部の顧問。

### 親族
小倉 のどか（こくら のどか）
声 - 名塚佳織
ひかりの母親。
小倉 栄一（こくら えいいち）
声 - 土田大
ひかりの父親。ひかりの射撃を応援している。
渋沢 航（しぶさわ こう）
声 - 竹本英史
泉水の父親。
姪浜 杏里（めいのはま あんり）
声 - 大原さやか
エリカの母親。人前に出る時はブラシングを念入りにしている。

## 書誌情報
- サルミアッキ『ライフル・イズ・ビューティフル』集英社〈ヤングジャンプコミックス〉、全6巻
  1. 2016年5月24日発行（2016年5月19日発売[9]）、ISBN 978-4-08-890357-6
  2. 2016年12月24日発行（2016年12月19日発売[10]）、ISBN 978-4-08-890509-9
  3. 2017年9月24日発行（2017年9月19日発売[11]）、ISBN 978-4-08-890745-1
  4. 2018年10月24日発行（2018年10月19日発売[12]）、ISBN 978-4-08-891143-4
  5. 2019年9月24日発行（2019年9月19日発売[13]）、ISBN 978-4-08-891362-9
  6. 2020年9月23日発行（2020年9月18日発売[14]）、ISBN 978-4-08-891701-6

## テレビアニメ
2019年10月から2020年1月までTOKYO MXほかにて放送された。アニメ放送当時は原作版の連載が続いていたため、結末はアニメオリジナルになっている。

### プロモーション
2018年10月18日にアニメ化が発表され、2019年4月25日発売の『週刊ヤングジャンプ』同年21・22合併号にて、主要スタッフおよびメインキャストが発表された。Machico、熊田茜音、南早紀、八巻アンナのメインキャスト4人はユニット「ライフリング4」として活動することが発表され、公益社団法人日本ライフル射撃協会公認の宣伝大使やライブ活動を行っている。

### スタッフ
- 原作 - サルミアッキ[7]
- 監督 - 高橋正典[7]
- シリーズ構成 - 髙橋龍也[7]
- キャラクターデザイン・総作画監督 - 向川原憲[7]
- プロップデザイン・美術デザイン - 石口十[7]
- 美術監督 - 大西達朗[7]
- 色彩設計 - 井上あきこ[7]
- HOA - トライスラッシュ[7]
- グラフィックアート - 荒木宏文[7]
- 撮影監督 - 染谷和正[7]
- 編集 - 定松剛
- 音響監督 - 明田川仁[7]
- 音楽 - 宝野聡史[7]
- 音楽制作 - ランティス
- 音楽プロデューサー - 関根陽一
- プロデュース - 湯川淳、小岐須泰世
- プロデューサー - 村田秀幸、西川和良
- アニメーション制作 - Studio 3Hz[7]
- 協力 - 公益社団法人日本ライフル射撃協会、興東電子株式会社、株式会社銀座銃砲店[7]、Oy Teema Line Ltd - Kurt Thune、Feinwerkbau GmbH、J.G. Anschütz GmbH & Co.KG
- 取材協力 - 中央大附属高校[7]
- 製作 - 千鳥高校射撃部（バンダイナムコアーツ、博報堂DYミュージック&ピクチャーズ）

### 主題歌
歌は小倉ひかり（Machico）、渋沢泉水（熊田茜音）、姪浜エリカ（南早紀）、五十嵐雪緒（八巻アンナ）によるユニット「ライフリング4」が担当。

#### OP・ED
「Let's go!ライフリング4!!!!」
オープニングテーマ。作詞・作曲・編曲はKOH。
「夕焼けフレンズ」
エンディングテーマ。作詞は宮崎まゆ、作曲・編曲はKOH。

#### 挿入歌
「Go! Go! ライフリング4!!!!」
第1話挿入歌。作詞・作曲・編曲はKOH。
「BiRiRi×SENSATION」
第3話挿入歌。作詞は宮崎まゆ、作曲・編曲はKOH。
「Get started.」
第5話挿入歌。作詞は宮崎まゆ、作曲は小久保祐希とYUU for YOU、編曲はYUU for YOU。
「higher and higher!」
第9話挿入歌。作詞は宮崎まゆ、作曲は丸山真由子、編曲は渡辺徹。
「Shangri-la」
第11話挿入歌。作詞は宮崎まゆ、作曲・編曲は家原正樹。

### 各話リスト
| 話数 | サブタイトル                   | 脚本       | 絵コンテ   | 演出                  | 作画監督                                                                     |
| ---- | ------------------------------ | ---------- | ---------- | --------------------- | ---------------------------------------------------------------------------- |
| 01   | ホワット・イズ・ビーム         | 髙橋龍也   | 高橋正典   | 鈴木拓磨              | 宮原拓也 亀田朋幸 大高雄太                                                   |
| 02   | 部活・イズ・ファニー           | 髙橋龍也   | 水本葉月   | 水本葉月              | 北島勇樹 国吉杏美 栗西祐輔 神戸裕明 榊原大河 川村裕哉 池津寿恵               |
| 03   | 対戦相手・イズ・強豪           | 砂山蔵澄   | 西田正義   | 三好なお              | あずれ 千葉啓太郎                                                            |
| 04   | 顧問・イズ・ビギナー           | 髙橋龍也   | 西田正義   | 富田剛司              | 飯飼一幸 白川茉莉 松本淑恵 山村俊了 秋田英人                                 |
| 05   | 予選・イズ・エキサイティング   | 砂山蔵澄   | 西田正義   | 石黒達也              | 北條真純 王國年 川口弘明 陳達年 和田匠久哉                                   |
| 06   | ターゲット・イズ・全国大会     | 砂山蔵澄   | 愛敬亮太   | 球野たかひろ          | 宮原拓也 あずれ                                                              |
| 07   | スタディ・イズ・ハード         | 髙橋龍也   | 西田正義   | 海野イカたろう 好見尚 | 赤尾良太郎 tap Ever Green 木木欣動画                                         |
| 07.5 | 全国大会・イズ・目前           | （総集編） | （総集編） | （総集編）            | （総集編）                                                                   |
| 08   | バトルフィールド・イズ・つつが | 砂山蔵澄   | 敷島博英   | 鈴木拓磨 村上勉       | Kim Eun-sun Park Ae-lee                                                      |
| 09   | 王者・イズ・峰澄               | 砂山蔵澄   | 西田正義   | 曽根利幸              | 迎千葉瑠 今泉竜太 森谷春樹 渡辺一平太 谷口繁則                               |
| 10   | 姫・イズ・クライシス           | 砂山蔵澄   | 島津裕行   | 三好なお              | 北島勇樹 川村裕哉 瀧澤茉夕 島﨑望 Kim Dae Hun                                |
| 11   | シューティング・イズ・ドリーム | 髙橋龍也   | 飯田剛士   | 飯田剛士              | 飯田剛士                                                                     |
| 12   | ファイナル・イズ・ビギニング   | 髙橋龍也   | 島津裕行   | 高橋正典              | 向川原憲 宮原拓也 飯野雄大 藤原竜我 大高雄大 飯田剛士 島﨑望 石口十 三浦里菜 |

### 放送局
| 放送期間                                                                | 放送時間                                                  | 放送局     | 対象地域 | 備考                      |
| ----------------------------------------------------------------------- | --------------------------------------------------------- | ---------- | -------- | ------------------------- |
| 2019年10月13日 - 12月29日（第1話 - 第11話） 2020年1月18日（第12話）     | 日曜 23:00 - 23:30 土曜 20:30 - 21:00                     | TOKYO MX   | 東京都   |                           |
|                                                                         | 日曜 23:30 - 月曜 0:00 土曜 23:00 - 23:30                 | KBS京都    | 京都府   |                           |
| 2019年10月14日 - 12月30日（第1話 - 第11話） 2020年1月20日（第12話）     | 月曜 1:30 - 2:00（日曜深夜）                              | サンテレビ | 兵庫県   |                           |
| 2019年10月16日 - 2020年1月1日（第1話 - 第11話） 2020年1月19日（第12話） | 水曜 1:00 - 1:30（火曜深夜） 日曜 3:00 - 3:30（土曜深夜） | BS11       | 日本全域 | BS放送 / 『ANIME+』枠     |
| 2019年10月20日 - 2020年1月5日（第1話 - 第11話） 2020年1月20日（第12話） | 日曜 0:30 - 1:00（土曜深夜） 月曜 20:00 - 20:30           | AT-X       | 日本全域 | CS放送 / リピート放送あり |

| 配信期間       | 配信時間        | 配信サイト |
| -------------- | --------------- | --- |
| 2019年10月17日 | 水曜 12:00 更新 | dアニメストア Amazonプライム・ビデオ J:COMオンデマンド TSUTAYA TV DMM.com ニコニコ動画 HAPPY動画 バンダイチャンネル ひかりTV ビデオパス ビデオマーケット みるプラス music.jp ムービーフル Rakuten TV |
| 2019年10月20日 | 日曜 12:00 更新 | アニメ放題 dTV hulu U-NEXT |

### BD
| 巻 | 発売日        | 収録話         | 規格品番  |
| -- | ------------- | -------------- | --------- |
| 1  | 2020年2月27日 | 第1話 - 第6話  | BCXA-1447 |
| 2  | 2020年3月27日 | 第7話 - 第12話 | BCXA-1448 |

### Webラジオ
ライフリング4によるWebラジオ『ライフル・ラジオ・ビューティフル』が、2019年10月13日よりANiUTaアプリにて毎週日曜23時30分に配信。

## コラボレーション
メインキャストの声優4名（ライフリング4）が公益社団法人日本ライフル射撃協会の宣伝大使に就任している。